# 로자바-이슬람주의자 분쟁
로자바-이슬람주의자 분쟁은 시리아 내전의 주요 전역 중 하나로, 인민수호부대와 이슬람 반군 세력이 라스 알아인을 점령하기 위해 충돌한 것에서 시작되었다. 알누스라 전선이 YPG를 공격하기 위한 기지로 북부 시리아를 활용하자 쿠르드군이 라카 주 및 알레포 주의 일부나 하사카 주의 이슬람 점령지역을 차지하기 위해 공격을 개시했다. 쿠르드 집단과 이들의 동맹의 목표는 아랍 이슬람 과격파 반군의 지역을 점령하여 로자바의 자치 지역을 확장하는 것도 포함된다.

## 같이 보기
- 로자바 분쟁